# 加佐韦罗内塞
加佐韦罗内塞（義大利語：Gazzo Veronese），是意大利威尼托大区维罗纳省的一个市镇。总面积56.77平方公里，人口5572人，人口密度98.2人/平方公里（2009年）。国家统计（ISTAT）代码为023037。